# Bahnhof Vinzelberg
Der Wohnplatz Bahnhof Vinzelberg gehört zum Ortsteil Käthen der Stadt Bismark (Altmark) im Landkreis Stendal in Sachsen-Anhalt.

## Geografie
Der Wohnplatz Bahnhof Vinzelberg an der Bahnstrecke Berlin–Lehrte liegt etwa einen Kilometer südöstlich des Dorfes Käthen und etwa einen Kilometer nordöstlich des Dorfes Vinzelberg auf Käthener Flur.

## Geschichte

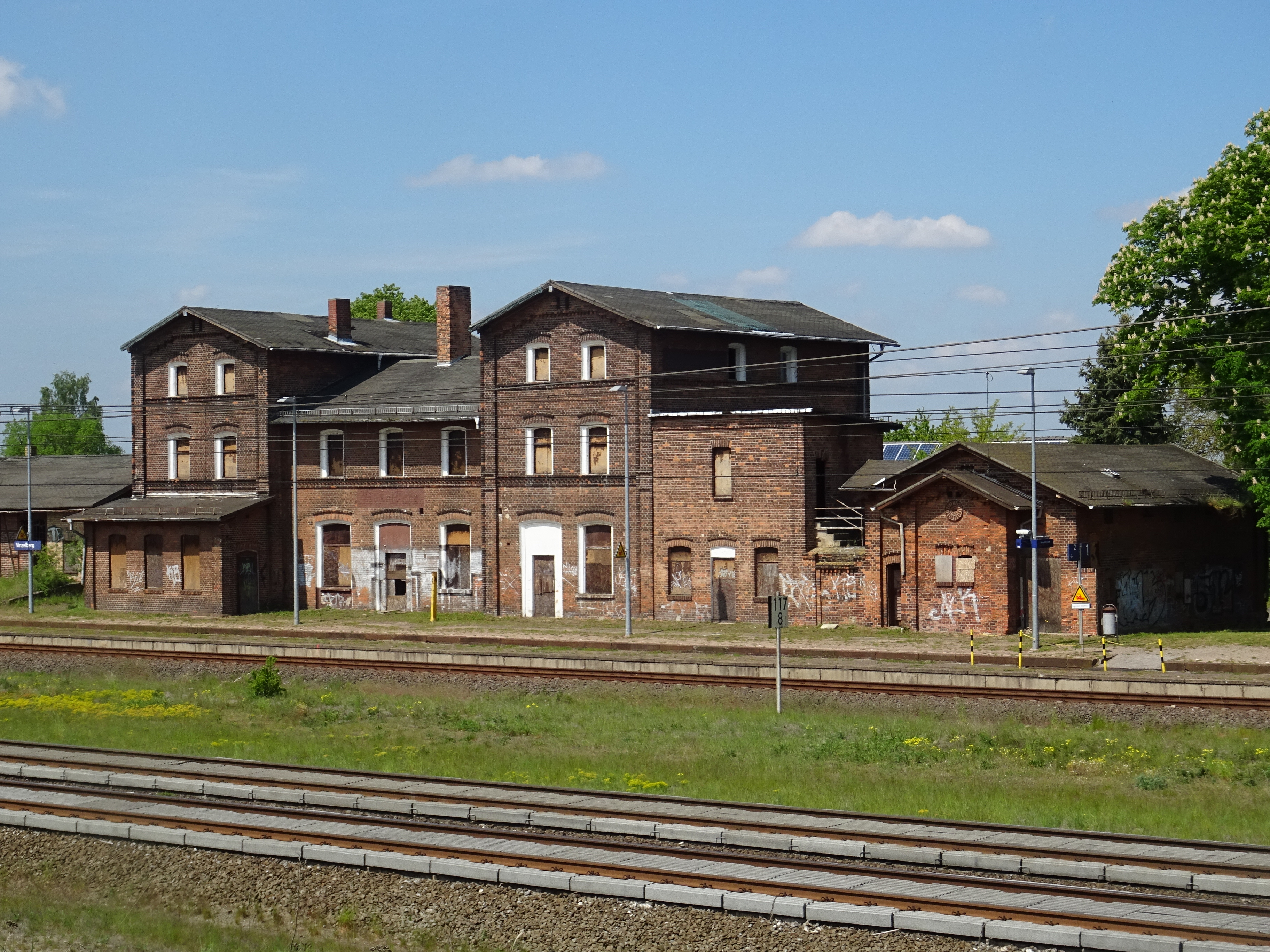
Bahnhof Vinzelberg

Der Bahnhof Vinzelberg wurde 1870 errichtet und 1871 eingeweiht. Er hieß früher auch Staatsbahnhof, denn nördlich von ihm befand sich von 1901 bis 1921 der Schmalspur-Bahnhof Vinzelberg der Altmärkischen Kleinbahn, eine Station an der Schmalspurbahn Groß Engersen–Vinzelberg.

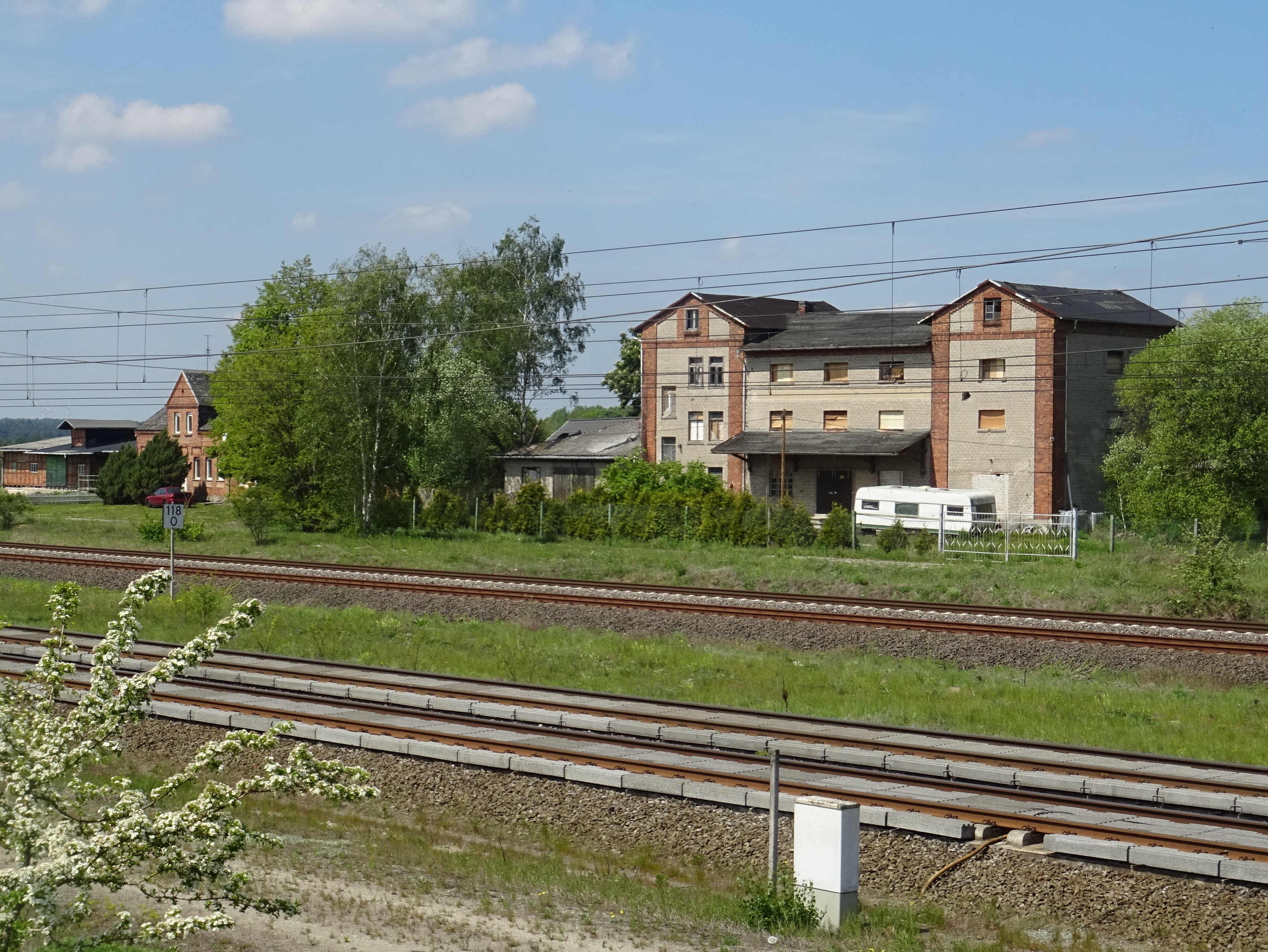
Häuser am Bahnhof

Das Bahnhofsgebäude sowie die angrenzende Häuserzeile stehen unter Denkmalschutz.

### Einwohnerentwicklung
| Jahr | Einwohner |
| ---- | --------- |
| 1871 | 14        |
| 1885 | 15        |
| 1895 | 20        |
| 1895 | 22        |